# Spokane Canaries
Spokane Canaries je bil profesionalni hokejski klub iz Spokanea. Ustanovljen je bil leta 1916. Klub je nastopal v ligi PCHA v sezoni 1916/17, nato je razpadel. Domača dvorana kluba je bila Elm Street Barn.